# 比薩拉比亞市場

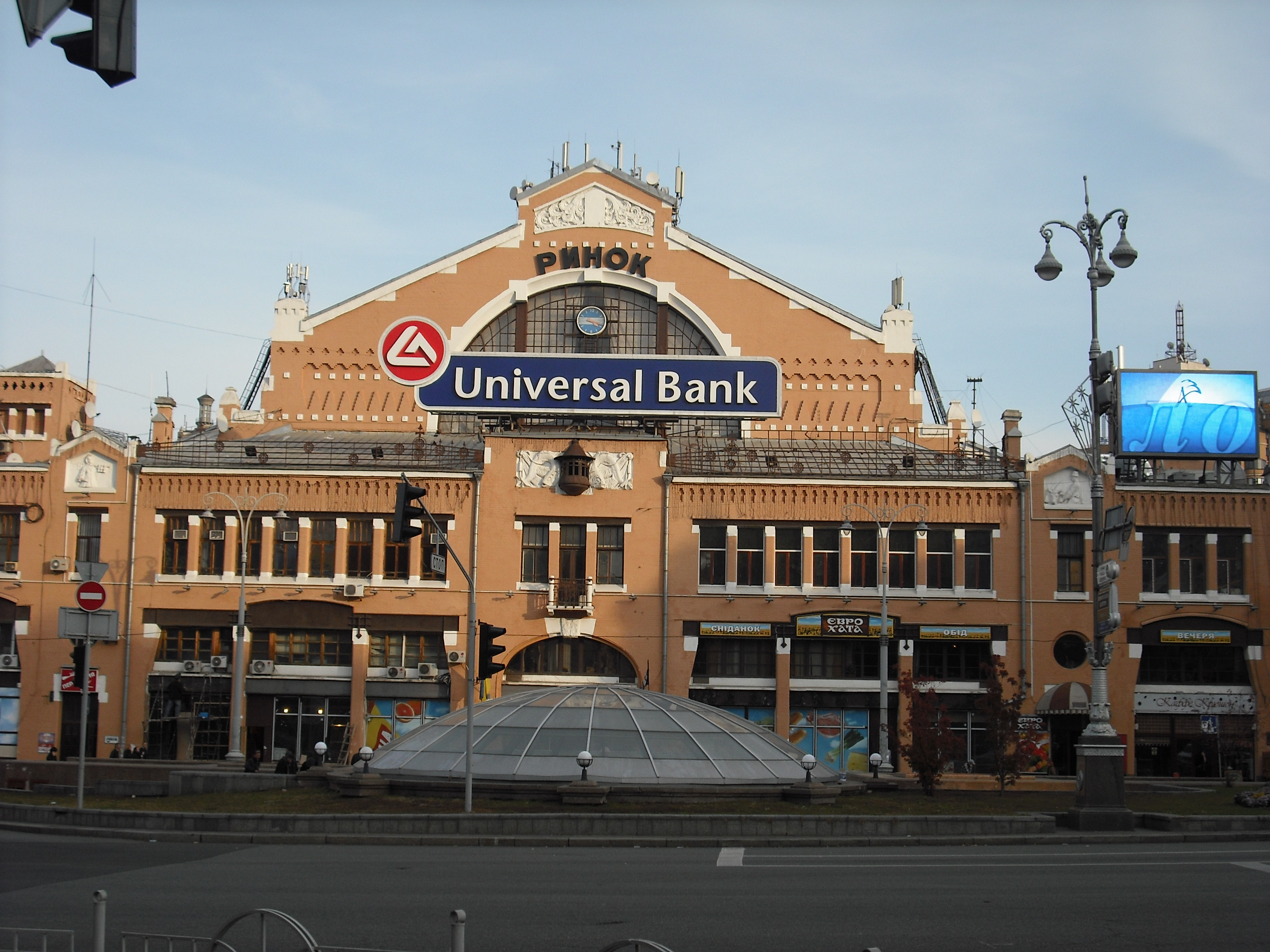
比薩拉比亞市場

比薩拉比亞市場（烏克蘭語：Бесарабський ринок）是烏克蘭首都基輔的一座室內市場，位於基輔市中心，比薩拉比亞廣場西北。比薩拉比亞市場修建於1910年至1912年期間，由波蘭人建築師Henryk Julian Gay設計。市場面積896平方（9,640平方英尺）。

## 外部連結
- Vokrug sveta magazine - section in the article on Khreshchatyk. （俄文）
- Бессарабський ринок （页面存档备份，存于） in Wiki-Encyclopedia Kyiv （页面存档备份，存于） （乌克兰語）